# ルイ・ヴァン・ホウテ

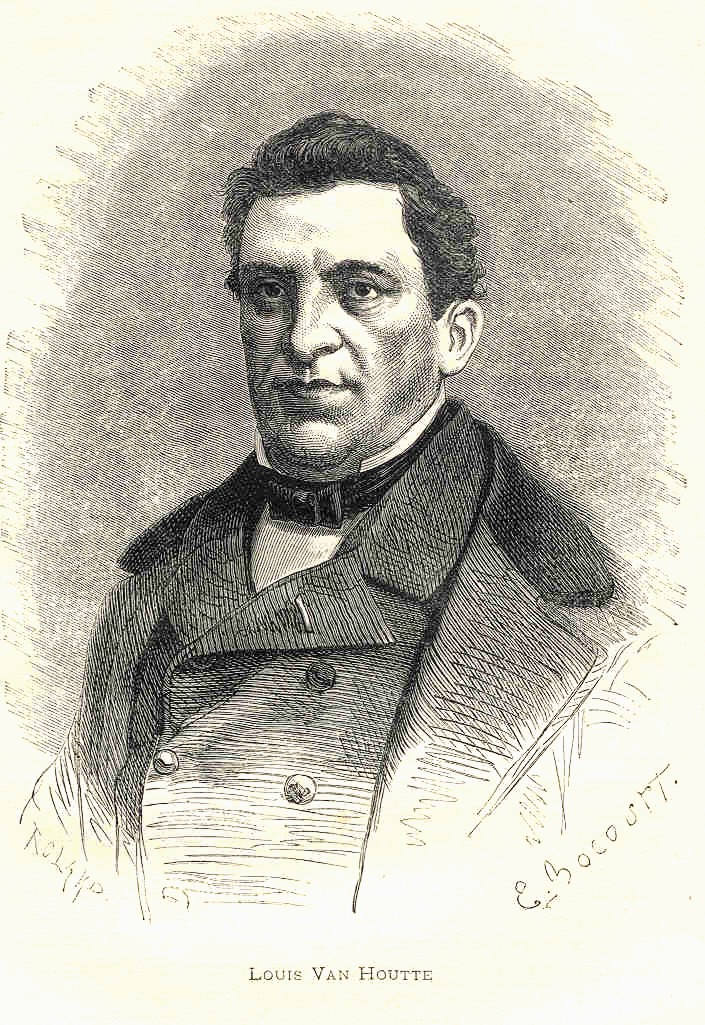
Louis van Houtte

ルイ・ヴァン・ホウテ（Louis Benoît van Houtte、1810年6月29日 - 1876年5月9日）はベルギー園芸家である。1836年から1838年までブリュッセル植物園（Jardin Botanique de Brussels）のために働いた。シャルル・アントワーヌ・ルメールやミヒャエル・シャイドヴァイラー（Michael Joseph François Scheidweiler）とともに多くの図版を載せた園芸月刊誌『ヨーロッパの植物』（"Flore des Serres et des Jardins de l'Europe"） を発刊したことで知られる。

## 略歴
イーペルで生まれた。はじめブリュッセルで財務省の役人を務めるが、余暇を植物園や自宅で植物学の研究に費やし、パルマンティエや、デヴォン（ Édouard Parthon de Von）らの植物学者や地方の園芸家と付き合った.。
シャルル・フランソワ・アントワーヌ・モレンらと、1832年に月刊誌『ベルギーの園芸』（L'Horticulteur Belge）を創刊した。119点の手彩色の版画やリトグラフの図版と78点の風景版画が掲載された。1830年代以降のベルギーでは園芸の分野でイギリスが支配的であったのを打開するために、園芸業者と主要な植物学者が協力した時代であった。ヴァン・ホウテは種子や園芸用具を売る店を開き、熱帯の植物がヨーロッパに急激に入ってきた時代は事業を成功させ、植物学の研究に十分な資金をもたらした。
結婚後1年で妻を失った失意から、デヴォンとベルギー国王のためにランの収集のためにブラジルに向った。1834年1月にリオデジャネイロに出発したが荒天でカーボベルデに留まり、1834年5月にブラジルについた。リオでコルコバードに登り、Jurujubaで採集を行った。荷役のための助手を雇い、ランの産地のオルガン山地を旅した。次にミナスジェライスを7ヶ月間探索した。マットグロッソ州、ゴイアス州、サンパウロ、パララナ州を訪れ、イギリスの植物収集家、ジョン・トゥイディー（John Tweedie）と出会い、一緒に採集旅行を行った。
1836年までブラジルでの旅行を行って帰国した後、ヘントに園芸学校を開き、園芸雑誌、"Flore des serres et des Jardins de l'Europe"を創刊した。この雑誌は1845年から1883年まで23巻が刊行され、2000以上の彩色図版が掲載され、ヴァン・ホウテの没後も刊行された。Adolf Papeleuと共同でヘント近くのGentbruggeに栽培園を設立し、成功した。
ヨーロッパの蘭愛好熱の高まりから、アメリカ大陸に多くの植物収集家を派遣し、ランや珍しい植物を探索させた。ヨーロッパの植物園のために植物を育成し、Eduard Ortgiesの助けを借りて、ヨーロッパ大陸で最初にオオオニバスの栽培に成功した。1870年代には栽培園は14ヘクタールの広さに達し、50の温室を備えるまで繁栄した。没後は事業は息子に引き継がれた。

## Flore des serres et des jardins de l'Europeの図版

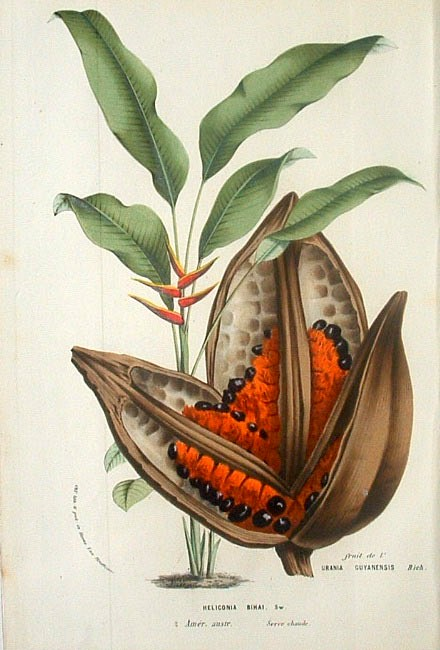
Heliconia bihai と Phenakospermum guyannense
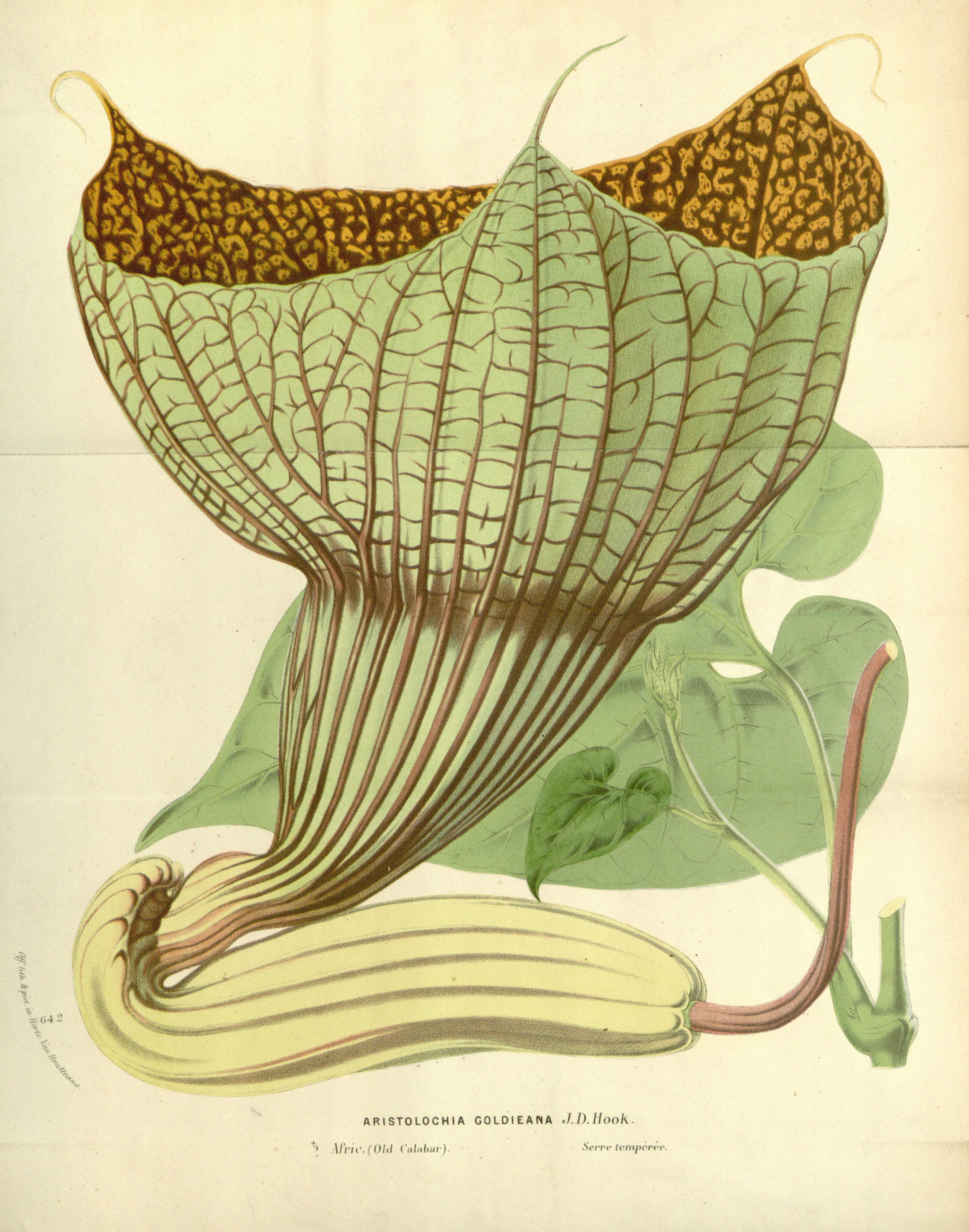
Pararistolochia goldieana
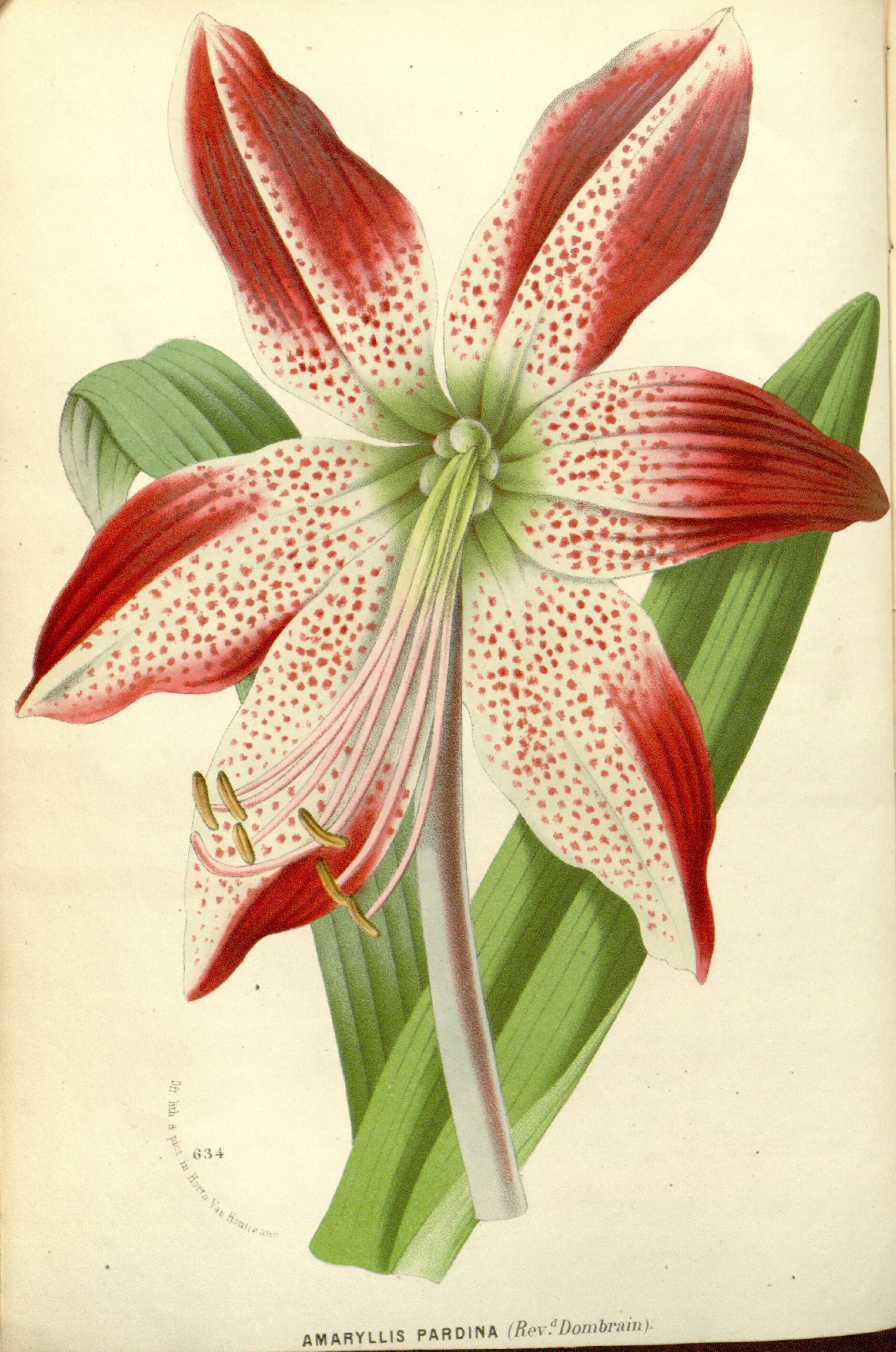
Amaryllis pardina
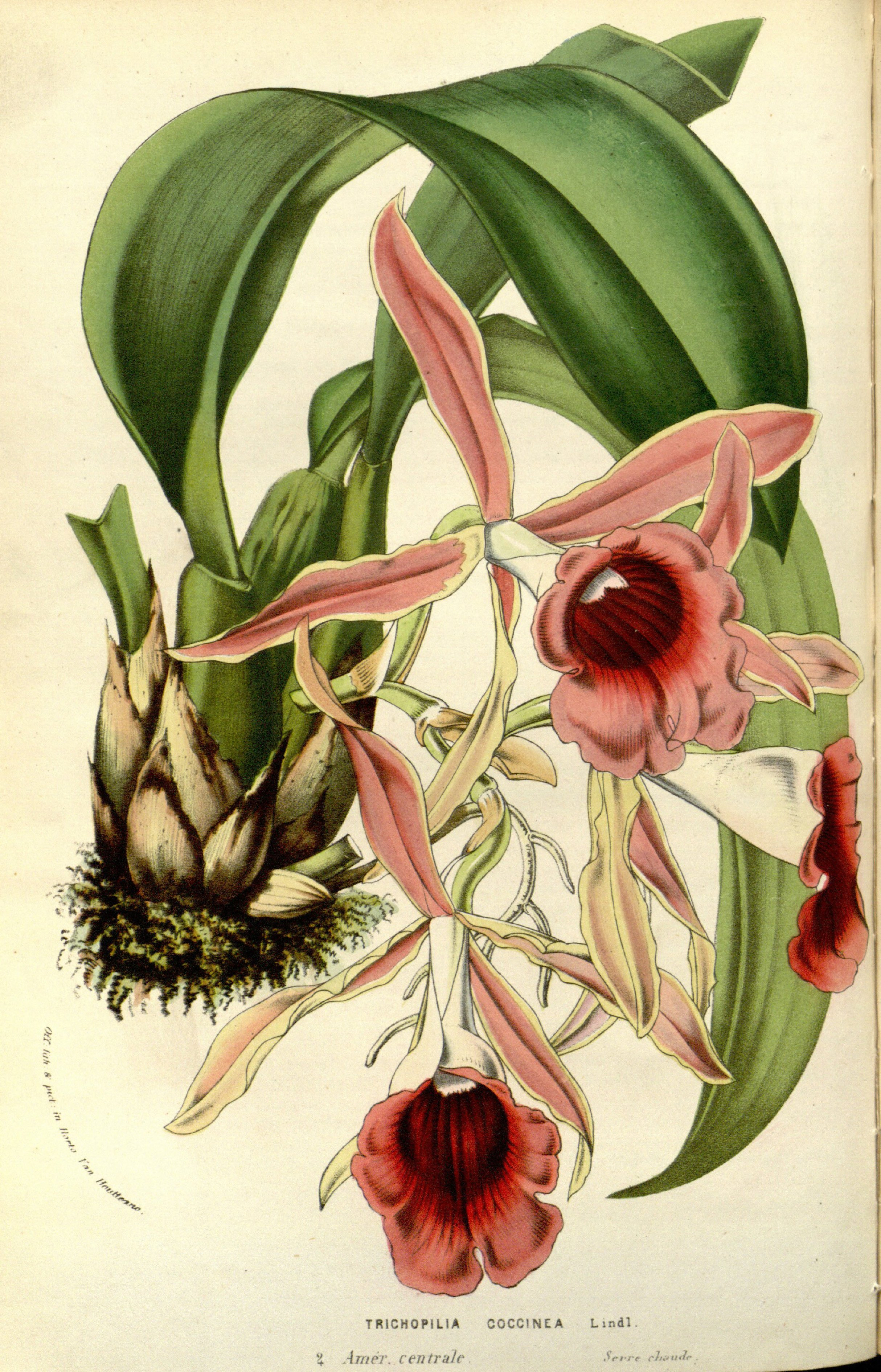
Trichopilia
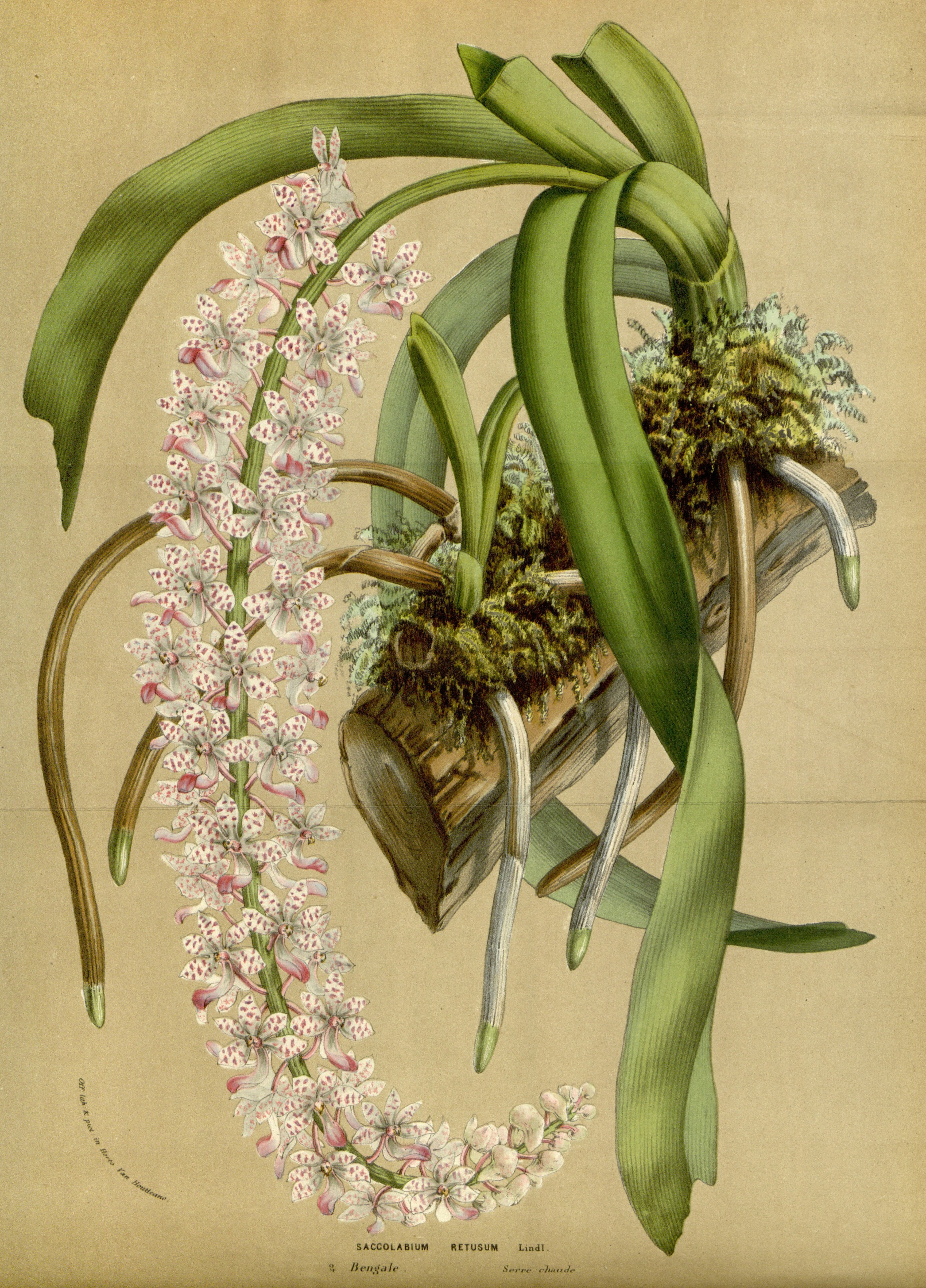
Rhynchostylis retusa
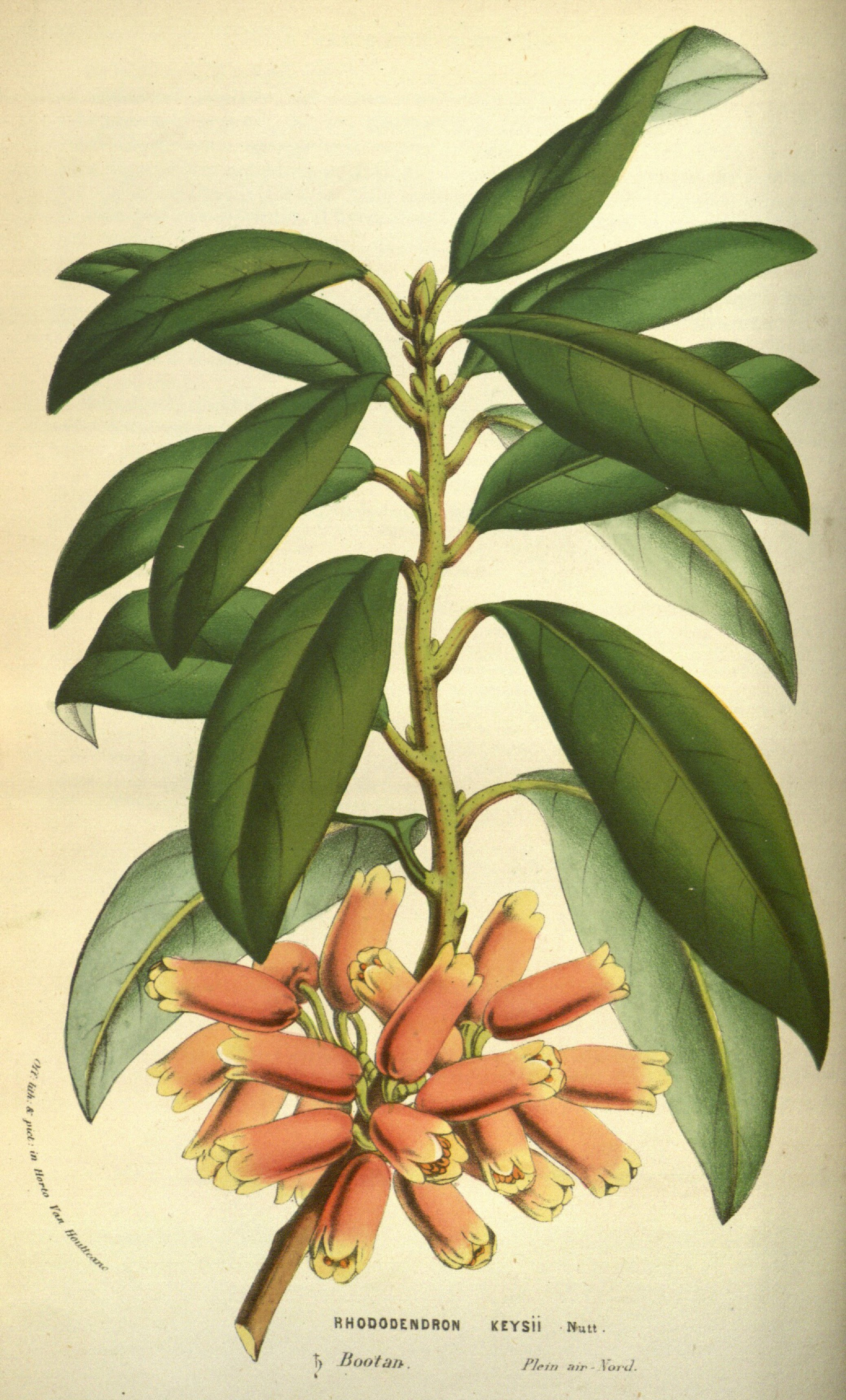
Rhododendron keysii
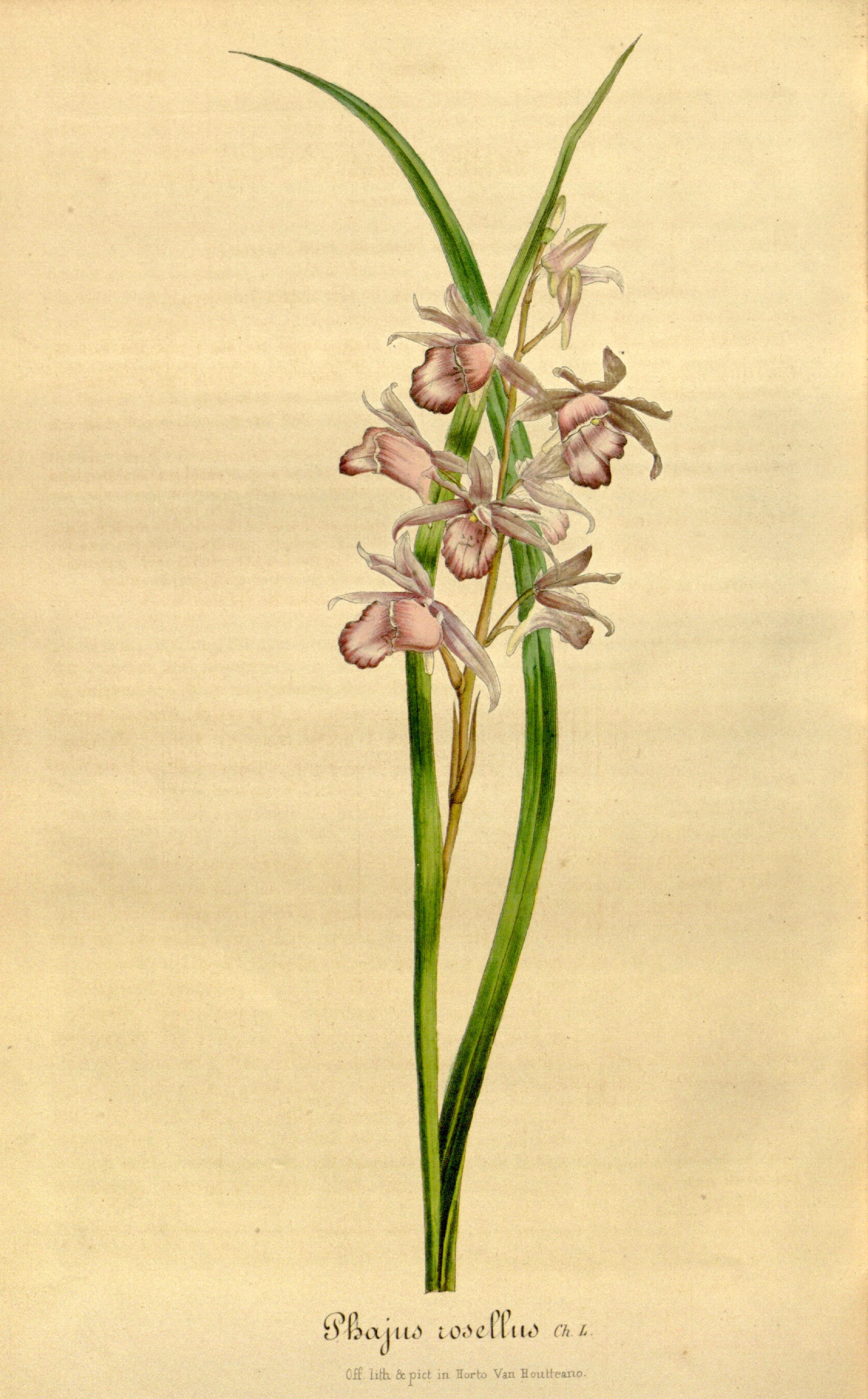
Galeandra styllomisantha
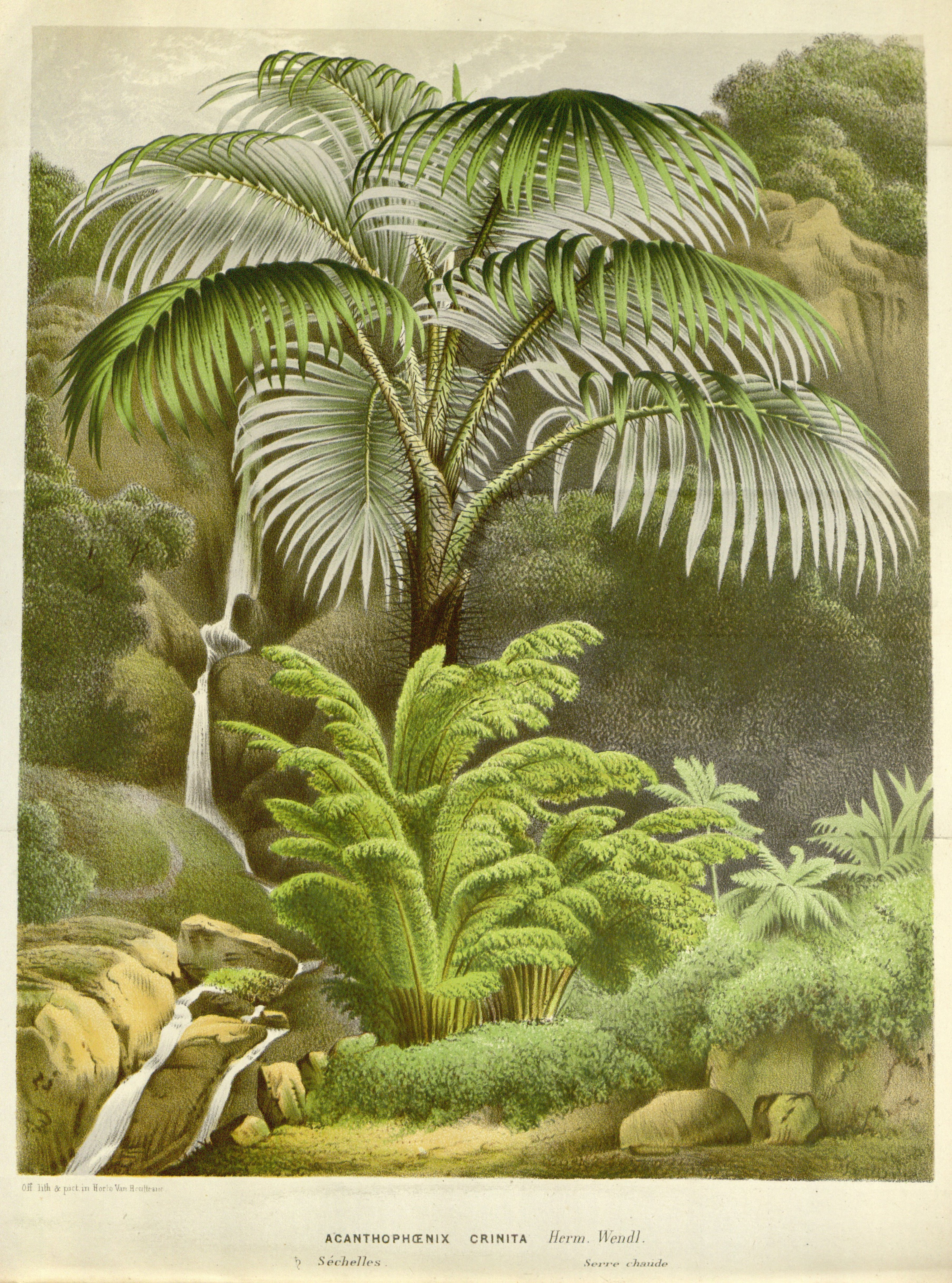
Acanthophoenix crinita

## s参考文献
1. ↑  Flore des Serres et des Jardins de L
2. ↑  FLORE DES SERRES ET DES JARDINS DE L'EUROPE Cypripedium Villosum. Native to Butan by LOUIS VAN HOUTTE, CHARLES LEMAIRE (EDITORS) : Lowry-James Rare Prints & Books, ABAA : Fine and Rare Prints & Books from The Age of Discovery c.1500–1800
3. ↑  Louis van Houtte (1810–1876) - PlantExplorers.com
4. ↑  http://www.meemelink.com/books_pages/22636.horticulteur.htm